# Oak Glen (Kalifornija)
Oak Glen je naseljeno područje za statističke svrhe u američkoj saveznoj državi Kalifornija. Prema popisu stanovništva iz 2010. u njemu je živjelo 638 stanovnika.